# Železná panna

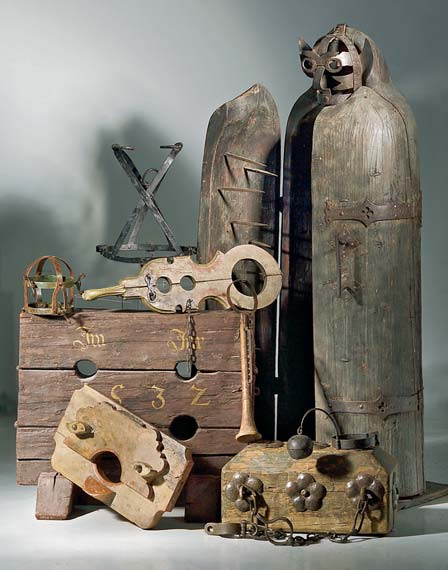
Různé nástroje sloužící k mučení: železná panna se nachází vpravo

Železná panna se řadí k ostřejším nástrojům útrpného práva, avšak její existence a reálné používání jsou historiky zpochybňovány. Jde o kovovou či dřevěnou konstrukci, těsně obepínající trup či celé tělo vyslýchaného, opatřenou na vnitřních stranách ostrými kovovými hroty. Železné panny byly konstruovány ve dvou typech – první typ byl určen k dlouhodobějšímu pobytu vyslýchaného a hroty nebyly v přímém kontaktu s tělem – stresujícím působením byl pobyt v uzavřeném prostoru se špatnou výměnou vzduchu a spánková deprivace (vyslýchaný na hroty padal při usínání). Tento typ se nazýval také kabát a byl rozšířenější. Druhým typem je těsná konstrukce, kde hroty pronikají do těla při uzavírání nástroje. Starším typem obdobného mučicího nástroje byla dřevěná bedna s víkem pobitým hřeby nebo ostrými úlomky kamene, tu používali údajně už Kartáginci, kteří v ní měli kolem roku 250 př. Kr. mučit římského vojevůdce Marca Atilia Regula. Alžběta Báthoryová údajně používala pro mučení a zabíjení dívek železnou pannu v podobě sochy, jejíž paže při dotyku objaly tělo odsouzené a probodly ho ostrými hroty, jedná se však zřejmě o romantický výmysl.
První železnou pannu nechal podle historika Polybia údajně sestrojit už v antickém Řecku král Nabis ze Sparty. Německý historik Johann Philipp Siebenkees v 18. století psal o železné panně v Norimberku, v níž byl prý roku 1515 umučen padělatel mincí. Je to jediná relativně věrohodná zpráva o použití železné panny ve středověku a raném novověku. Podle jiných historiků se ve skutečnosti železná panna jako mučidlo nikdy nepoužívala a jedná se o výmysl z doby romantismu. První železná panna byla sestrojena až v roce 1793 jako podvrh vydávaný za originál ze 16. století.
Ze středověku je doloženo pouze užívání tzv. pláště hanby (Schandmantel, španělský plášť), který skutečně sloužil jako nástroj mučení a tělesného trestu. jednalo se o těžkou dřevěnou nebo plechovou konstrukci, připomínající sud s otvorem pro hlavu, na rozdíl od železné panny ale uvnitř neměl žádné hroty. Plášť hanby se používal jako varianta nebo zostření pranýřování. Tento trest s oblibou užíval římskoněmecký císař Fridrich II. Štaufský, jak se o tom zmiňuje i Dante Alighieri ve své Božské komedii. 
Železná panna je také název heavymetalové skupiny Iron Maiden.